# Nata Albot
Nata Albot (n. 26 octombrie 1979, Chișinău, RSS Moldovenească, URSS) este o jurnalistă, blogger, activist civic, fostă producător de televiziune și manager media din Republica Moldova.
A absolvit facultatea de drept a Universității de Stat din Moldova. A început să lucreze la radio la vârsta de 16 ani. A lucrat ca jurnalistă la Pro TV și a fost directorul Pro FM Moldova. 
În iunie 2011, Nata Albot se alătură echipei televiziunii Jurnal TV în calitate de producător general. În vara anului 2013, Nata pleacă de la Jurnal TV și se mută în străinătate împreună cu Andrei Bolocan.
Albot este organizatoarea unui șir de festivaluri, precum „Balul Brazilor de Crăciun”, „Mai Dulce”, „IaMania” și „Lavender Fest”, și inițiatoarea unor proiecte precum „Klumea” și „Koolture Tricolore”. În 2015, a lansat cartea Moldova din bucătăria mamei mele.
Albot a fost căsătorită cu avocatul Roman Uskov, cu care a avut doi copii. În 2013, se mută cu traiul în Canada împreună cu fostul coleg de la Jurnal TV Andrei Bolocan., împreună au 2 copii (Magdalena si Noah ). 
Nata Albot a fost declarată Femeia anului 2010 de revista VIP Magazin. În 2011, misiunea ONU în Moldova a premiat un grup de jurnaliști, printre care și Nata Albot, pentru desfășurarea unei campanii media împotriva intoleranței față de copiii cu dizabilități fizice.